# Jatiraden
Jatiraden is een bestuurslaag in het regentschap Kota Bekasi van de provincie West-Java, Indonesië. Jatiraden telt 17.451 inwoners (volkstelling 2010).